# アンナ・マジャ・ヘンリクソン
アンナ・マジャ・ヘンリクソン（1964年1月7日 - ）は、スウェーデン語を話すフィンランドの政治家。彼女は、2011年から2015年までユルキ・カタイネン内閣とアレクサンダー・スタッブ内閣で、2019年6月から12月までアンティ・リンネ内閣で、2019年12月から2023年6月までサンナ・マリン内閣でフィンランド法務大臣を務めた。現在、ヘンリクソン氏は同国で最長の法務大臣である。法務大臣を務める。.